# Giorgio Vizzardelli
Giorgio William Vizzardelli (* 23. August 1922 in Francavilla al Mare; † 11. August 1973 in Carrara) war ein italienischer Serienmörder, der zu einem der jüngsten Serienmörder in der Geschichte Italiens wurde, da er im Alter von erst 16 Jahren fünf Menschen ermordet hatte.

## Leben
Giorgio Vizzardelli wuchs als Sohn eines Steuerbeamten im italienischen Sarzana heran, und wuchs, anders, als andere künftige Serienmörder in einer Familie des gehobenen Mittelstands heran. Er wurde streng erzogen; dennoch galt er in der Schule als faul und fiel durch kleinere Diebstähle bereits als Schüler negativ auf. Als Junge war er Zeuge eines Erdbebens, welches bei ihm einen starken Eindruck hinterließ, und das bei ihm bleibende Kopfschmerzen auslöste.
Als Jugendlicher entwickelte er eine Liebe zu Waffen, auch begann er geheim Alkohol zu brennen. Imponierend war für ihn auch die Biographie des US-amerikanischen Gangsters Al Capone, die er las. Capone, seinem Idol, wollte er nun nacheifern.
Seinen ersten Doppelmord sollte Vizzardelli im Alter von erst 14 Jahren begehen. Am Abend des 4. Januar 1937 drang er maskiert in den Wohnbereich des Rektors seiner katholischen Schule, Pater Umberto Bernardelli ein. Dieser ging davon aus, Vizzardelli wollte ihn berauben und händigte ihm einen Umschlag mit 50.000 Lire aus. Doch Vizzardelli, der Tage zuvor von Bernadelli gemaßregelt worden war, weil er einige Landkarten in Brand gesteckt hatte, erschoss den Geistlichen. Bei seiner anschließenden Flucht stellten sich ihm zunächst zwei 15-jährige Internatszöglinge in den Weg, die Vizzardelli mit seiner Waffe unter Beschuss nahm. Einer der beiden wurde dabei leicht verletzt. Andrea Bruno, der Torhüter des Internats, wollte Nachschau halten, wer die Schüsse abgab, und wurde dabei von Vizzardelli ebenfalls getroffen. Bruno hatte jedoch kein Glück und starb kurze Zeit später an den Schusswunden. Er konnte der Polizei zwar noch sagen, dass er den Täter kenne, doch an den Namen konnte er sich nicht mehr erinnern. Vizzardelli kehrte nach Hause zurück.
Danach begingen die Mordermittler eine folgenschwere Panne. Bei den Ermittlungen stießen sie auf Vincenzo Montepagani, einen jungen Lehrer, der erst seit kurzem an der Schule gearbeitet hatte. Aussagen der anderen Lehrer zufolge soll Pater Bernardelli Montepagani mangelndes Engagement vorgeworfen haben. Außerdem ähnelte die Physis Montepaganis jenem des Mörders. Drei Wochen nach der Tat, Ende Januar 1937 wurde Montepagani wegen Doppelmordes angeklagt und zu lebenslanger Haft verurteilt. Nach 18 Monaten Haft, in denen sich mehrere Zeugen für den jungen Lehrer einsetzten und auch er selbst ein überzeugendes Alibi vorweisen konnte, wurde er von Benito Mussolini persönlich begnadigt und mit 25.000 Lire aus der Staatskasse entschädigt.
Gerüchte in Sarzana machten die Runde, wonach Pater Bernardelli insgeheim Affären mit mehreren Frauen unterhalten haben soll und ob ein eifersüchtiger Ehemann den Mord begangen haben soll.
Giorgio Vizzardelli lernte bald darauf Livio Delfini kennen, einen 20-jährigen Friseur. Dieser unterstellte Vizzardelli eines Tages scherzhaft, er sei der Doppelmörder. Obwohl Vizzardelli es bestritt, tat er es derart unglaubwürdig, dass Delfini nach einigem Nachfragen und eigenem Schlussfolgern wusste, dass es doch Vizzardelli gewesen sein musste. Delfini begann Vizzardelli daraufhin zu erpressen. Er würde zur Polizei gehen, wenn er ihm nicht die Hälfte der Beute von 50.000 Lire geben würde. Obwohl ihm Vizzardelli das Geld gab, wollte Delfini mehr. Vizzardelli gab an, das Geld würde in einer abgelegenen Gegend vergraben sein, und bat Delfini, zum Versteck zu kommen. Dieser nahm am 20. August 1938 ein Taxi und fuhr zum vereinbarten Treffpunkt. Hier wartete Vizzardelli, der zunächst Delfini erschoss, und, um keine Zeugen zu haben, den 35-jährigen Taxifahrer Bruno Veneziani ebenfalls ermordete.
Vizzardellis fünfter und zugleich letzter Mord sollte ihm auch das Handwerk legen. Am 28. Dezember 1938, vier Monate nach dem Delfini/Veneziani-Mord, erschlug er den 75 Jahre alten Giuseppe Bernardini, den Leiter jener Steuerbehörde, in welchem sein Vater arbeitete, mit einer Axt. Danach beging er jedoch einen folgenschweren Fehler, als er mit einem Schlüssel in den Safe einbrach und 30.000 Lire erbeutete. Mit dem Geld wollte er in die USA reisen, so seine spätere Begründung, warum er das Geld gestohlen habe. Die Polizisten konnten sehr schnell herausfinden, dass der Schlüssel zum Safe, der nicht aufgebrochen war, nur im Besitz des Beamten Guido Vizzardelli war. Auf dem Schaft der Axt wurden zudem klebrige Überreste einer alkoholartigen Substanz sichergestellt. Bei der Durchsuchung von Guido Vizzardellis Haus wurde in dessen Keller die Hobby-Brennerei von Giorgio Vizzardelli entdeckt und Flaschen mit jenem Alkohol, dessen Reste auf dem Schaft der Axt sichergestellt worden waren.
Giorgio Vizzardelli wurde am 4. Januar 1939 verhaftet, auf den Tag genau zwei Jahre nach dem Bernardelli/Bruno-Doppelmord. Der 16-jährige legte bald darauf Geständnisse in allen fünf Mordfällen ab. Am 23. September 1940 wurde er zu lebenslanger Freiheitsstrafe verurteilt. Weil er noch minderjährig gewesen war, verzichtete die Justiz auf die Todesstrafe. Vizzardelli legte zwar Berufung ein, doch das Urteil wurde im Januar 1941 bestätigt.
Die Medien aber auch die Einwohner von Sarzana vergaßen ihn rasch. In den 1940er Jahren machten Gerüchte den Umlauf, er wäre aus dem Gefängnis geflohen und er habe sich den Schwarzen Brigaden angeschlossen. Auch wäre er von Partisanen gefangen genommen und auf dem Monte Antola ermordet worden.
In Wahrheit sollte er 29 Jahre seines Lebens im Gefängnis sitzen. Hier lernte er verschiedene Sprachen und übersetzte fremdsprachige literarische Werke. Am 29. Juli 1968 wurde er vom italienischen Staatspräsidenten Giuseppe Saragat begnadigt.
Wieder auf freien Fuß zog er zu seiner Schwester nach Carrara. Hier beging er fünf Jahre nach seiner Freilassung, am 11. August 1973, Suizid, in dem er sich mit einem Küchenmesser die Kehle aufschnitt.